# Disco de detritos

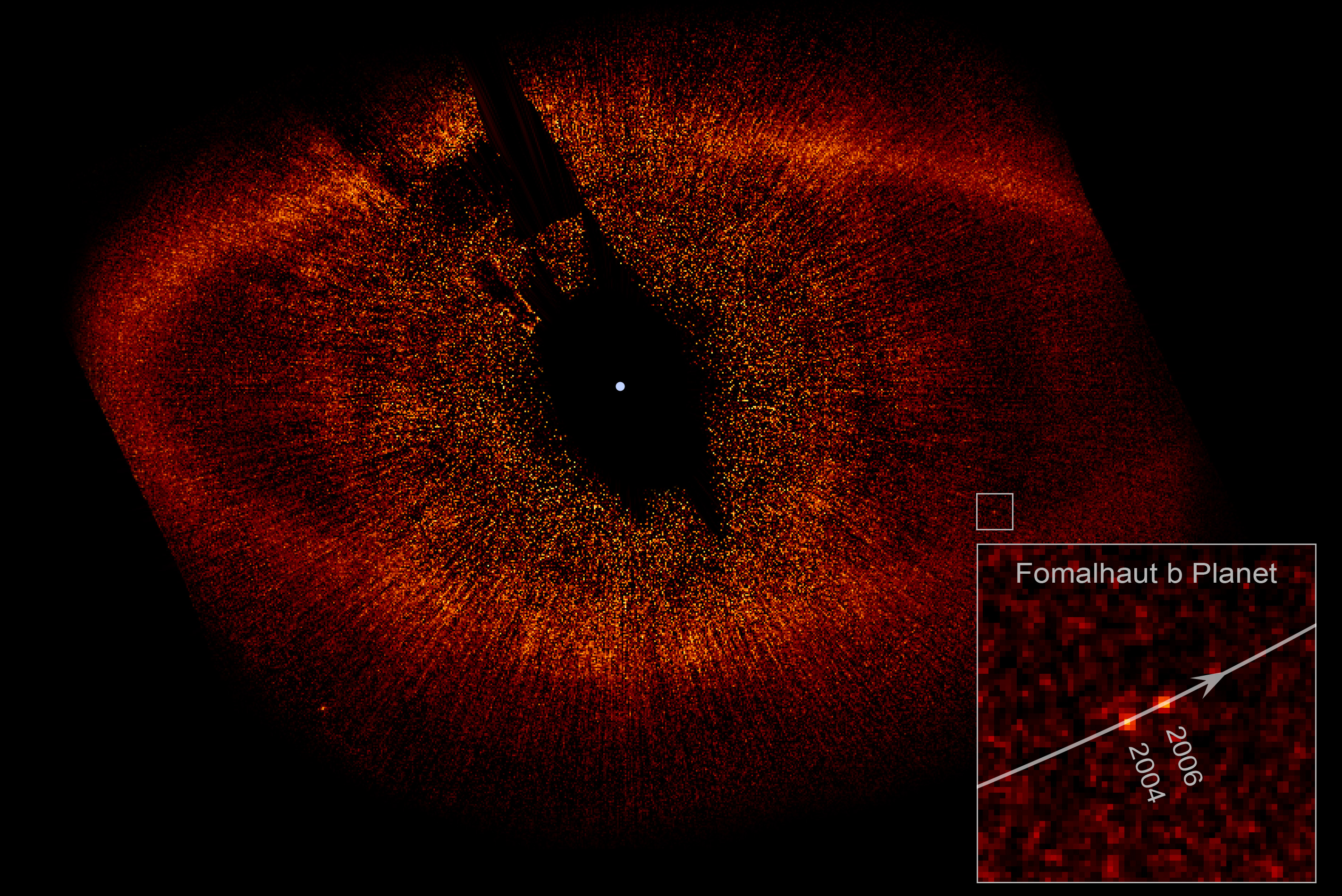
Observação através do telescópio espacial Hubble do disco de detritos em torno de Fomalhaut. O anel interior do disco pode ter sido deformado pela órbita do planeta Fomalhaut b, no canto inferior direito.

Um disco de detritos é um disco circunstelar de poeira e detritos em órbita ao redor de uma estrela. Às vezes esses discos contêm anéis salientes, como visto na imagem de Fomalhaut à direita. Discos de detritos foram encontrados tanto em estrelas maduras quanto em jovens, bem como pelo menos um disco de detritos em órbita de uma estrela de nêutrons evoluída. Discos de detritos mais jovens podem constituir uma fase na formação de um sistema planetário, seguindo a fase do disco protoplanetário, quando planetas terrestres podem acabar de crescer. Eles também podem ser produzidos e mantidos como remanescentes de colisões entre planetesimais, asteroides e cometas.
Até 2001, tinham sido encontradas mais de 900 estrelas que possuíam um disco de detritos. Eles normalmente são encontrados ao se examinar o sistema estelar em luz infravermelha, procurando-se um excesso de radiação além daquela emitida pela estrela. Infere-se que este excesso seja radiação da estrela que foi absorvida pela poeira do disco e depois reemitida como radiação infravermelha.
Discos de detritos são frequentemente descritos como análogos massivos dos detritos no Sistema Solar. A maioria dos discos de detritos conhecidos tem raio de 10-100 unidades astronômicas; eles se parecem com o cinturão de Kuiper no Sistema Solar, mas com muito mais poeira. Alguns discos de detritos contêm um componente de poeira mais quente localizada a até 10 UA da estrela central. Esta poeira é às vezes chamada poeira exozodiacal por analogia com a poeira zodiacal no Sistema Solar.

## História observacional

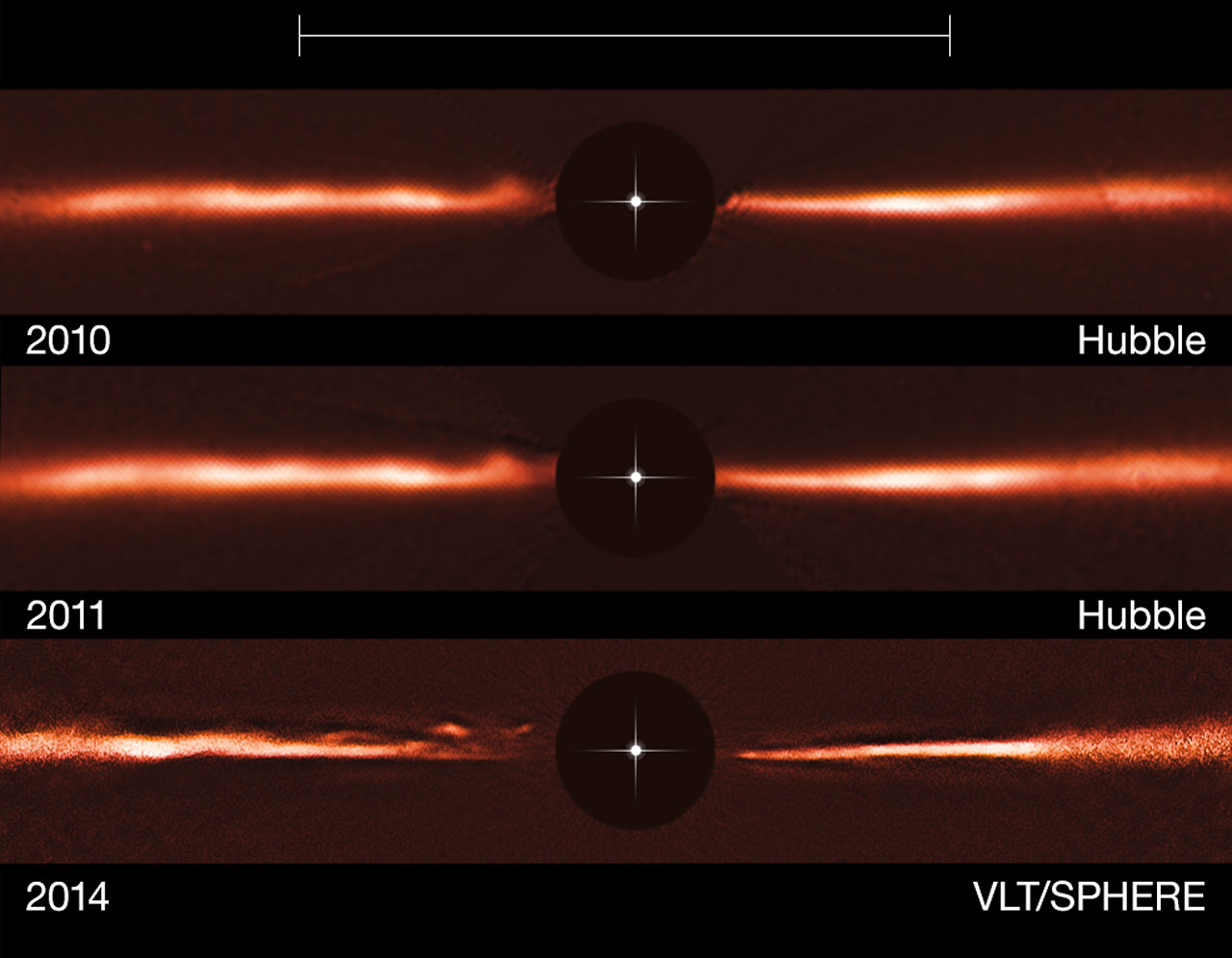
Imagens do VLT e do Hubble do disco em torno de AU Microscopii.

Em 1984, um disco de detritos foi detectado ao redor da estrela Vega, utilizando-se o satélite IRAS. Inicialmente, acreditou-se ser um disco protoplanetário, mas hoje se pensa ser um disco de detritos, devido à ausência de gás no disco e à idade da estrela. Subsequentemente, foram encontradas irregularidades no disco, que podem ser indicativas da presença de corpos planetários. Descobertas similares de discos de detritos foram feitas em torno das estrelas Fomalhaut e Beta Pictoris.
Foi reportado que a estrela próxima 55 Cancri, um Sistema que se sabe conter cinco planetas, também possui um disco de detritos, mas esta detecção não pôde ser confirmada. As estruturas no disco de detritos ao redor de Epsilon Eridani sugerem perturbações por um corpo planetário em órbita em torno da estrela, as quais podem ser utilizadas para delimitar a massa e a órbita do planeta.
Em 24 de abril de 2014, a NASA reportou ter detectado discos de detritos em imagens de arquivo de diversas estrelas jovens, HD 141943 e HD 191089, visualizadas inicialmente entre 1999 e 2006 com o Hubble, mas usando processos de obtenção de imagens aprimoradas recentemente.

## Origem

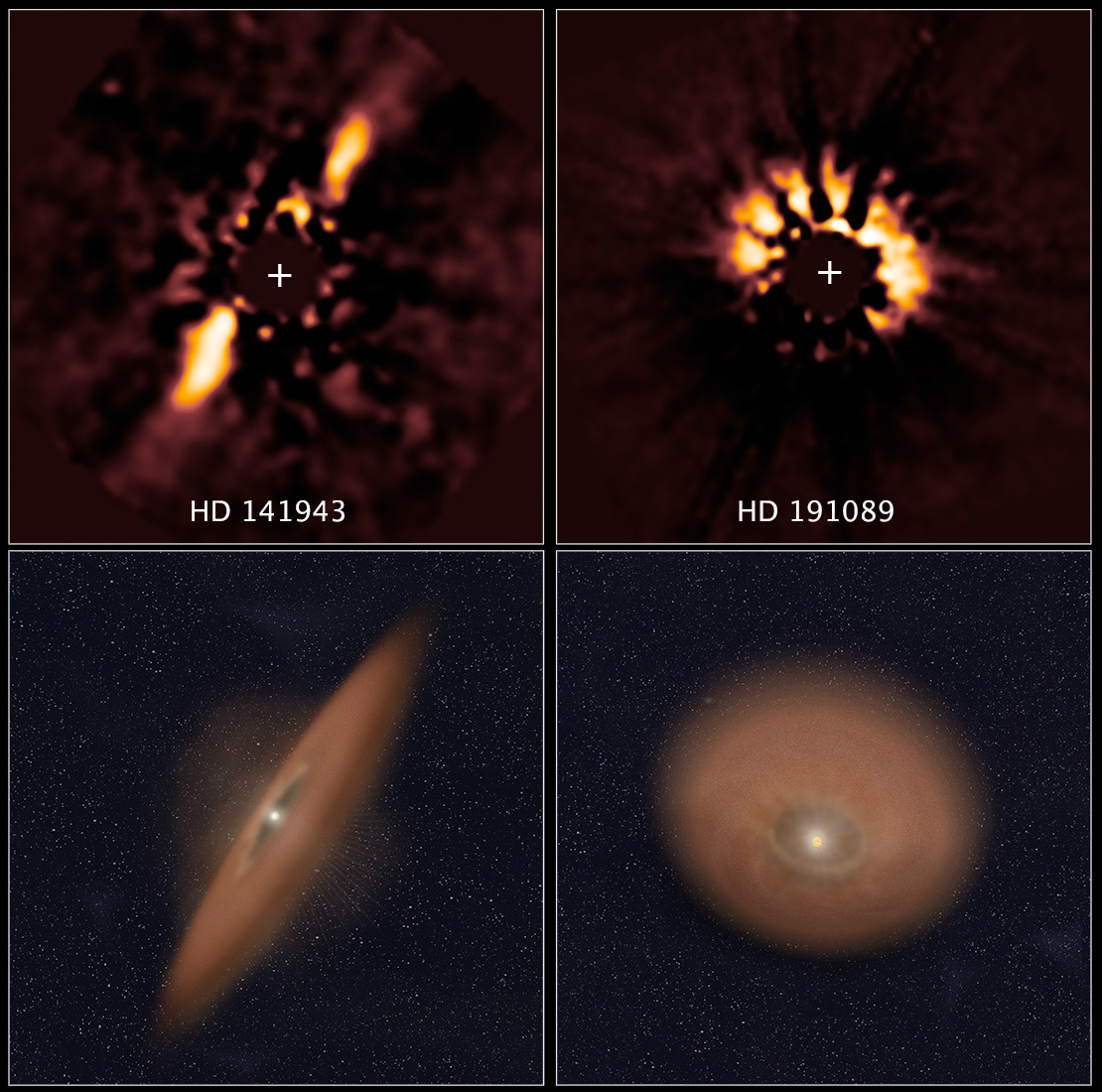
Discos de detritos detectados em imagens de arquivo do Hubble das estrelas jovens HD 141943 e HD 191089, usando processos de obtenção de imagens aprimorados (24/04/2014).

Durante a formação de uma estrela semelhante ao Sol, o objeto passa pela fase T Tauri, durante a qual ele é cercado por uma nebulosa em forma de disco. Deste material são formados planetesimais, que podem passar por um processo de acreção para formar planetas. A nebulosa continua a orbitar a estrela pré-sequência principal por um período de 1-20 milhões de anos, até que ela é dispersa pela pressão de radiação e outros processos. Poeira adicional pode então ser gerada por colisões entre os planetesimais, formando um disco com os detritos resultantes. Em algum ponto durante sua vida, pelo menos 45% dessas estrelas são envolvidas por um disco de detritos, que pode ser detectado pela emissão termal da poeira, usando-se um telescópio de infravermelho. Repetidas colisões podem fazer com que um disco persista por grande parte da vida de uma estrela.
Discos de detritos típicos contêm pequenos grãos de tamanho entre 1-100 μm. Colisões moem esses grãos até tamanhos submicrométricos, que podem ser removidos do sistema pela pressão de radiação da estrela central. Alternativamente, em discos muito tênues como aqueles do Sistema Solar, o efeito Poynting-Robertson pode fazer com que as partículas migrem em espiral para dentro. Ambos os processos limitam o tempo de vida do disco em 10 milhões de anos ou menos. Isto pode ocorrer, por exemplo, por meio de colisões entre corpos maiores, seguidas por uma cascata que mói os objetos até os pequenos grãos observados.
Para que colisões ocorram em um disco de detritos, os corpos devem ser suficientemente perturbados gravitacionalmente para criar velocidades de colisão relativamente grandes. Um sistema planetário em torno de uma estrela pode causar essas perturbações, assim como uma companheira de uma estrela binária ou a aproximação de outra estrela. A presença de um disco de detritos pode indicar uma alta probabilidade de planetas terrestres orbitando a estrela.

## Discos conhecidos
Discos de poeira ou de detritos foram detectados ao redor de muitas estrelas, como o Sol e os seguintes:
| Estrela         | Classe espectral class | Distância (Ano-luz) | Órbita (UA) | Notas         |
| --------------- | ---------------------- | ------------------- | ----------- | ------------- |
| Epsilon Eridani | K2V                    | 10,5                | 35–75       | [ 9 ]         |
| Tau Ceti        | G8V                    | 11,9                | 35–50       | [ 15 ]        |
| Vega            | A0V                    | 25                  | 86–200      | [ 6 ] [ 16 ]  |
| Fomalhaut       | A3V                    | 25                  | 133–158     | [ 6 ]         |
| AU Microscopii  | M1Ve                   | 33                  | 50–150      | [ 17 ]        |
| HD 181327       | F5.5V                  | 51,8                | 89-110      | [ 18 ]        |
| HD 69830        | K0V                    | 41                  | <1          | [ 19 ]        |
| HD 207129       | G0V                    | 52                  | 148–178     | [ 20 ]        |
| HD 139664       | F5IV–V                 | 57                  | 60–109      | [ 21 ]        |
| Eta Corvi       | F2V                    | 59                  | 100–150     | [ 22 ]        |
| HD 53143        | K1V                    | 60                  | ?           | [ 21 ]        |
| Beta Pictoris   | A6V                    | 63                  | 25–550      | [ 16 ]        |
| Zeta Leporis    | A2Vann                 | 70                  | 2–8         | [ 23 ]        |
| HD 92945        | K1V                    | 72                  | 45–175      | [ 24 ]        |
| HD 107146       | G2V                    | 88                  | 130         | [ 25 ]        |
| Gamma Ophiuchi  | A0V                    | 95                  | 520         | [ 26 ]        |
| HR 8799         | A5V                    | 129                 | 75          | [ 27 ]        |
| 51 Ophiuchi     | B9                     | 131                 | 0,5–1200    | [ 28 ]        |
| HD 12039        | G3–5V                  | 137                 | 5           | [ 29 ]        |
| HD 98800        | K5e (?)                | 150                 | 1           | [ 30 ]        |
| HD 15115        | F2V                    | 150                 | 315–550     | [ 31 ]        |
| HR 4796 A       | A0V                    | 220                 | 200         | [ 32 ] [ 33 ] |
| HD 141569       | B9.5e                  | 320                 | 400         | [ 33 ]        |
| HD 113766 A     | F4V                    | 430                 | 0,35–5,8    | [ 34 ]        |
| HD 141943       |                        |                     |             | [ 10 ]        |
| HD 191089       |                        |                     |             | [ 10 ]        |

A distância orbital do disco é uma distância estimada média ou uma faixa, baseada na medição direta das imagens ou derivada da temperatura do disco.